# Karthikere, Chikmagalur
Karthikere là một làng thuộc tehsil Chikmagalur, huyện Chikmagalur, bang Karnataka, Ấn Độ.